# Саладо (Тексас)
Саладо (енгл. Salado) град је у америчкој савезној држави Тексас.

## Демографија
По попису из 2010. године број становника је 2.126, што је 1.349 (-38,8%) становника мање него 2000. године.
| Група             | 2000.         | 2010.         |
| Белци             | 3.103 (89,3%) | 1.862 (87,6%) |
| Афроамериканци    | 9 (0,3%)      | 19 (0,9%)     |
| Азијати           | 21 (0,6%)     | 17 (0,8%)     |
| Хиспаноамериканци | 301 (8,7%)    | 201 (9,5%)    |
| Укупно            | 3.475         | 2.126         |